# Tchaj-cu (Sung)
Tchaj-cu (čínsky pchin-jinem Tàizǔ, znaky 太祖; 21. března 927 – 14. listopadu 976), vlastním jménem Čao Kchuang-jin (čínsky pchin-jinem Zhào Kuāngyìn, znaky zjednodušené 赵匡胤, tradiční 趙匡胤) byl čínský generál a státník, zakladatel říše Sung a v letech 960–976 první sungský císař.

## Předkové, mládí, generál
Předkové Čao Kchuang-jina patřili v druhé polovině 9. století k úředníkům střední úrovně. Čao Tching (828–874) byl úředníkem v Čuo-čou v dnešním Che-peji, u kterého žila i jeho rodina. jeho synové Čao Ting (851–928) a Zhao Ťing (872–933) také sloužili na úřednických postech v Che-peji. Čao Ťingův syn Čao Chung-jin (趙弘殷, 899–956) odmítl civilní kariéru a stal se důstojníkem v armádě císaře Čuang-cunga říše Pozdní Tchang.
Čao Chung-jin svým synům dal vojenskou výchovu, Čao Kchuang-jin při ní údajně vynikal. V jednadvaceti letech se Čao Kchuang-jin osamostatnil a dva roky se pohyboval po zemi, přičemž poznal život různých vrstev společnosti. Poté nastoupil v armádě Kuo Weje, generála říše Pozdní Chan. Roku 951 Kuo Wej povstal proti chanskému císaři, porazil ho a založil říši Pozdní Čou. V bojích Čao Kchuang-jin vynikl a byl rychle povyšován. Během několika let se stal velitelem palácové gardy a mimořádně vlivným čouským generálem.
Roku 960 byl v čele čouské armády vyslán do pole proti útoku říší Liao a Severní Chan. Po odchodu z hlavního města ho jeho vojáci prohlásili císařem. Svůj stát nazval říše Sung, podle prefektury, kterou armáda kontrolovala. U dvora zpráva o vzpouře vyvolala chaos, nakonec se většina úředníků rozhodla neklást odpor a přijmout nového panovníka. Dosavadní dětský císař Kung-ti (953–973, formálně vládl 959–960) byl s matkou poslán do Luo-jangu.

## Vláda

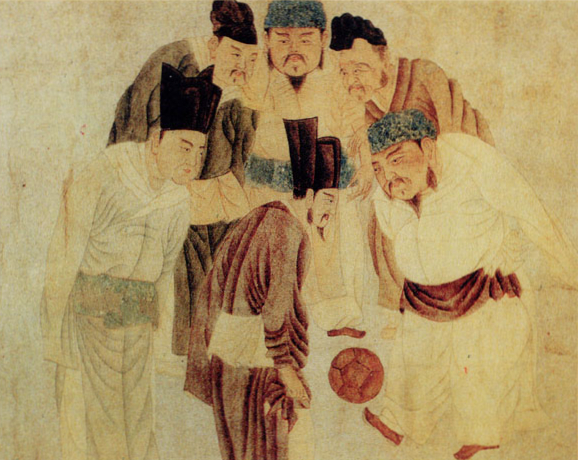
Císař Tchaj-cu hraje cchu-ťü se svým prvním ministrem Čao Pchuem a dalšími rádci, obraz Čchien Süana (1235–1305)

Po roce 960 císař v řadě tažení sjednotil většinu Číny pod svou vládu. Připojil většinu jižní Číny – roku 963 dobyl Ťing-nan, malý stát na středním toku Jang-c’-ťiang a roku 965 Pozdní Šu v S’-čchuanu. Pokus o dobytí státu Severní Chan v Šan-si, podpořeného říší Liao, roku 968 se nezdařil a tak se sungské armády opět obrátily na jih. Roku 971 dobyly říši Jižní Chan v Kuang-tungu a konečně roku 975 připojily Jižní Tchang, uznávající vazalskou závislost už od roku 961. Mimo říši Sung zůstal pouze stát Wu-jüe na jihovýchodním pobřeží, připojený k říši Sung roku 978, a Severní Chan v Šan-si dobytý roku 979. Poté mimo sungskou vládu zůstalo pouze 16 krajů na severovýchodě držených říší Liao.
Tchaj-cu konsolidoval říši. Zlomil moc vojenských guvernérů ťie-tu-š' a armádu pevně podřídil kontrole centrální vlády. Státní správu zaplnil civilními úředníky vybíranými v úřednických zkouškách. Vznikla řada akademií, které přispěly k volnosti diskuzí a myšlení, což podpořilo technický pokrok a hospodářský rozvoj stejně jako literární a umělecké výkony.

## Nástupnictví
Císař vládl sedmnáct let, zemřel roku 976 v devětačtyřiceti letech. jeho nástupcem se stal mladší bratr Čao Kchuang-i, přestože žili dva dospělí synové zemřelého císaře – Čao Te-čao, kníže z Jen (951–979) a Čao Te-fang, kníže z Čchin (959–981). Při zdůvodnění nástupnictví kladou tradiční historické záznamy důraz na přání matky obou císařů, která ho měla prosadit krátce po nastolení dynastie (kolem roku 961). Nástupnictví Čao Kchuang-iho bylo tedy podle oficiální historie naplánováno a všeobecně akceptováno dlouho před smrtí císaře.
V lidovém folklóru se udržoval populární příběh „Stíny svíček a zvuk sekyry“, podle kterého nedočkavý Čao Kchuang-i bratra zavraždil, aby se mohl stát císařem.

## Rodina
Otec Čao Chung-jin (趙弘殷, 899–956) posmrtně jmenoval císařem Süan-cu (宣祖), matka příjmením Tu (杜) obdržela posmrtné jméno „císařovna vdova Čao-sien“ (昭憲太后).
Hodnost císařovny obdržely tři z Tchaj-cuových manželek. Jeho první manželka, paní Che (賀, 929–958) se císařovnou Siao-chuej (孝惠皇后) stala posmrtně. Po nástupu na trůn obdržela hodnost císařovny paní Wang (942–963), jako císařovna Siao-ming (孝明皇后), a po její smrti se paní Sung (952–995) stala císařovnou Siao-čang (孝章皇后).
| Příjmení (titul) matky | #  | Jméno                | Narození – úmrtí | Posmrtné jméno | Titul          | Udělení titulu |
| ---------------------- | -- | -------------------- | ---------------- | -------------- | -------------- | -------------- |
|                        | 1. | Čao Te-siou (趙德秀) | zemřel v dětství |                | kníže z Tcheng |                |
| císařovna Che          | 2. | Čao Te-čao (趙德昭)  | 951–979          | I              | kníže z Jen    |                |
|                        | 3. | Čao Te-lin (趙德林)  | zemřel v dětství |                | kníže ze Šu    |                |
|                        | 4. | Čao Te-fang (朱瞻埈) | 959–981          | Kchang-chuej   | kníže z Čchin  |                |

| Příjmení (titul) matky | #  | Titul                          | Narození – úmrtí | Sňatek | Manžel                  |
| ---------------------- | -- | ------------------------------ | ---------------- | ------ | ----------------------- |
| císařovna Che          | 1. | princezna Wej (魏國大長公主)   |                  |        | generál Wang Čcheng-jen |
| císařovna Che          | 2. | princezna Lu (魏國大長公主)    |                  |        | generál Tan Pao-ťi      |
|                        | 3. | princezna Čchen (陳國大長公主) |                  |        |                         |